# Plama soczewicowata
Plama soczewicowata (łac. lentigo) – zmiana skórna o charakterze dobrze odgraniczonej od otoczenia plamy jasnobrązowej lub ciemnobrązowej barwy, wrodzona lub nabyta. 
Plamy soczewicowate są zazwyczaj mnogie, stan taki określa się jako lentiginosis.
Powstają wskutek proliferacji melanocytów w warstwie podstawnej naskórka. Nie ciemnieją na słońcu, w przeciwieństwie do piegów, z którymi plamy soczewicowate się różnicuje.
Wykwity te są charakterystyczne dla genetycznie uwarunkowanych zespołów chorobowych, takich jak:
- zespół Peutza-Jeghersa
- zespół LEOPARD
- zespół Carneya
- xeroderma pigmentosum.

Plamy soczewicowate mogą też powstać wskutek czynników uszkadzających skórę i starzenia się skóry - są to plamy soczewicowate starcze (lentigo senilis) i plamy soczewicowate słoneczne (lentigo solaris).